# Ottendorf an der Rittschein
Ottendorf an der Rittschein – gmina w Austrii, w kraju związkowym Styria, w powiecie Hartberg-Fürstenfeld. Liczy 1540 mieszkańców (1 stycznia 2015).